# 卡略薩山脈
38°7′26″N 0°53′46″W / 38.12389°N 0.89611°W
卡略薩山脈（西班牙語：La Pilarica-Sierra de Callosa），是西班牙的山脈，位於阿利坎特省，屬於普雷貝蒂科山脈的一部分，長4.6公里，最高點海拔高度572米，山體由石灰岩組成。

## 外部連結

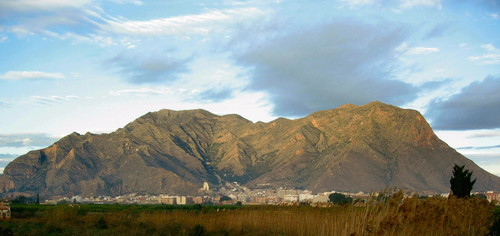

- Paraje Natural Municipal La Pilarica-Sierra de Callosa